# Энелэй, Джойс
Джойс Энн Кларк (англ. Joyce Anne Clarke), впоследствии Джойс Энелэй, Баронесса Сент-Джонс, DBE (англ. Joyce Anne Anelay, Baroness Anelay of St Johns; род. 17 июля 1947, Лондон) — британский политик, член Консервативной партии.

## Биография
Родилась 17 июля 1947 года, окончила женскую школу графства Энфилд (Enfield County School) и Бристольский университет, с 1969 по 1974 год работала школьной учительницей. Сотрудничала в Гражданском консультативном бюро (Citizens' Advice Bureau), была мировым судьёй и членом трибуналов социальной защиты (Social Security Tribunals). В начале политической карьеры возглавляла Женский национальный комитет Консервативной партии (Conservative Women’s National Committee) с 1993 по 1996 год. В 1990 году получила звание Офицера Ордена Британской империи, в 1995 году произведена в даму-командора ордена, в 1996 году удостоена титула баронессы Сент-Джонс. С 1997 по 2002 занимала в Палате лордов ряд должностей, в том числе являлась парламентским организатором оппозиции (Opposition Whip), теневым министром культуры, СМИ и спорта. С 2002 по 2007 год — теневой министр внутренних дел. 2 июля 2007 года назначена главным парламентским организатором оппозиции в Палате лордов, 12 мая 2010 года стала главным парламентским организатором большинства (Government Chief Whip).
6 августа 2014 года баронесса Энелэй была назначена в Министерство иностранных дел и по делам Содружества на должность государственного министра (то есть заместителя министра, являющегося по статусу членом кабинета).
13 июля 2016 года сохранила свою должность при формировании первого кабинета Терезы Мэй после отставки Дэвида Кэмерона вследствие неблагоприятного для него исхода референдума о членстве Великобритании в Евросоюзе.
12 июня 2017 года назначена государственным министром выхода из Европейского союза, сменив в этой должности Дэвида Джонса без права участия в заседаниях второго кабинета Мэй.

## Звания
- DBE (1995)
- Баронесса (1996).